# Evgueni Alexandrovitch Rodionov
Pour les articles homonymes, voir Rodionov.
 (juin 2024).
La mise en forme du texte ne suit pas les recommandations de Wikipédia : il faut le « wikifier ».
Les points d'amélioration suivants sont les cas les plus fréquents :
- Les titres sont pré-formatés par le logiciel. Ils ne sont ni en capitales, ni en gras.
- Le texte ne doit pas être écrit en capitales (les noms de famille non plus), ni en gras, ni en italique, ni en « petit »…
- Le gras n'est utilisé que pour surligner le titre de l'article dans l'introduction, une seule fois.
- L'italique est rarement utilisé : mots en langue étrangère, titres d'œuvres, noms de bateaux, etc.
- Les citations ne sont pas en italique mais en corps de texte normal. Elles sont entourées par des guillemets français : « et ».
- Les listes à puces sont à éviter, des paragraphes rédigés étant largement préférés. Les tableaux sont à réserver à la présentation de données structurées (résultats, etc.).
- Les appels de note de bas de page (petits chiffres en exposant, introduits par l'outil «  Source ») sont à placer entre la fin de phrase et le point final[comme ça].
- Les liens internes (vers d'autres articles de Wikipédia) sont à choisir avec parcimonie. Créez des liens vers des articles approfondissant le sujet. Les termes génériques sans rapport avec le sujet sont à éviter, ainsi que les répétitions de liens vers un même terme.
- Les liens externes sont à placer uniquement dans une section « Liens externes », à la fin de l'article. Ces liens sont à choisir avec parcimonie suivant les règles définies. Si un lien sert de source à l'article, son insertion dans le texte est à faire par les notes de bas de page.
- La présentation des références doit suivre les conventions bibliographiques. Il est recommandé d'utiliser les modèles {{Ouvrage}}, {{Chapitre}}, {{Article}}, {{Lien web}} et/ou {{Bibliographie}}. Le mode d'édition visuel peut mettre en forme automatiquement les références.
- Insérer une infobox (cadre d'informations à droite) n'est pas obligatoire pour parachever la mise en page.

Pour une aide détaillée, merci de consulter Aide:Wikification.
Si vous pensez que ces points ont été résolus, vous pouvez retirer ce bandeau et améliorer la mise en forme d'un autre article.
Evgueni Alexandrovitch Rodionov (en russe : Евге́ний Алекса́ндрович Родио́нов ; 23 mai 1977 - 23 mai 1996) était un soldat russe fait prisonnier de guerre par les rebelles tchétchènes lors de la première guerre de Tchétchénie, puis plus tard exécuté en captivité. Il a gagné beaucoup d'admiration dans toute la Russie pour les circonstances de sa mort, car son exécution serait le résultat de son refus de se convertir à l'islam et de son passage du côté de l'ennemi. Malgré la vénération populaire généralisée, il n'a pas été glorifié par l'Église orthodoxe russe en tant que nouveau martyr, en raison du manque de preuves concernant sa mort. Pourtant, des icônes le représentant sont installées dans de nombreuses églises à travers la Russie, dans l'église Saint-Valéry à Chișinău en Moldavie et dans l'église orthodoxe grecque Saint-Georges à Francfort en Allemagne.

## Jeunesse
Evgueni Rodionov est né le 23 mai 1977 dans le village de Chibirley, district de Kuznetsky, oblast de Penza, de Lyubov Vasiliyevna et Aleksandr Konstantinovitch Rodionov. Son père était charpentier et fabricant de meubles,, est morte une semaine après la mort de son fils. Sa mère était diplômée en technologies du meuble.
En 1978, il est baptisé orthodoxe russe à l'âge d'un an, mais ne porte aucune croix pectorale jusqu'à ce que la première lui soit remise en 1988 ou 1989, alors qu'il allait à l'église avec sa grand-mère. Sa mère désapprouva, mais Evgueni n'enleva jamais la croix ; plus tard, il a commencé à le porter avec une petite ficelle au lieu de la chaîne d'origine. Après avoir terminé sa neuvième année dans une école rurale de Kurilovo, dans la région de Moscou, il a commencé à travailler dans une usine de meubles et a suivi une formation de chauffeur,.

## Service militaire et capture

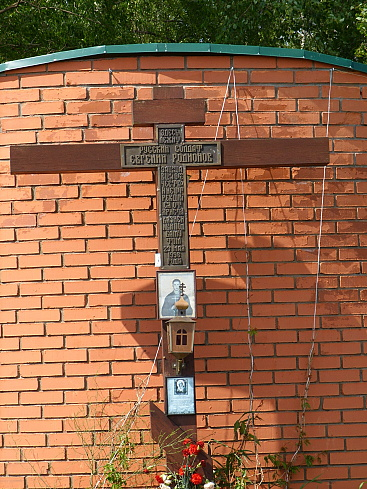
Une croix sur la tombe d'Evgueni Rodionov dans le village de Satino-Russkoye

Bien que Rodionov ait souhaité devenir cuisinier, il a été enrôlé dans les forces armées de la Fédération de Russie le 25 juin 1995. Sa formation s'est déroulée au sein de l'unité militaire 2631 des troupes frontalières russes à Ozersk, dans l'oblast de Kaliningrad. Le 10 juillet 1995, il a prêté le serment militaire. Rodionov a été déployé en Tchétchénie, où il a servi dans les troupes frontalières de l'armée russe en tant qu'opérateur RPG au 3e poste frontalier du 3e groupe de manœuvres motorisées de la 479e unité d'opérations spéciales des troupes frontalières (n° 3807). 
Le 13 janvier 1996, Rodionov a été déployé dans le district frontalier spécial du Caucase, au sein de l'unité frontalière de Nazran (n° 2094). Un mois plus tard, le 14 février 1996, accompagné des soldats Andreï Trousov, Igor Yakovlev et Alexandre Zheleznov, il part monter la garde sur une route. Au cours de leur mission, ils ont arrêté une voiture ambulance transportant des armes et conduite par le général de brigade de la République tchétchène d'Itchkérie, Ruslan Khaikhoroev. Alors qu'ils tentaient d'examiner l'ambulance, les quatre soldats ont été maîtrisés par une douzaine de rebelles tchétchènes et faits prisonniers. Dans un premier temps, les soldats ont été déclarés déserteurs et la police militaire s'est rendue au domicile de la mère de Rodionov pour rechercher son fils disparu. Ce n'est qu'après l'examen détaillé du poste de contrôle que la police militaire a découvert des traces de sang et des preuves de combats ; les trois soldats portés disparus furent alors déclarés disparus au combat et possibles prisonniers de guerre. La mère de Rodionov, Lybov, s'est rendue en Tchétchénie, mais le commandant de l'unité de Rodionov lui a seulement dit que son fils avait été capturé. Chamil Bassaïev a promis d'aider Lybov à retrouver son fils. Ce n'est qu'après avoir versé une forte somme d'argent que Lybov a retrouvé le cadavre de son fils.
Il a été révélé que le 23 mai 1996, le jour du 19e anniversaire de Rodionov, après plus de cent jours de torture, Rodionov et deux autres soldats se sont vu proposer de renoncer à leur foi chrétienne et de se convertir à l'islam afin de sauver leur vie. Rodionov a refusé de se convertir à l'islam et même d'enlever la croix d'argent qu'il porte. Après cette décision, il a été décapité aux abords du village tchétchène de Bamut par des rebelles tchétchènes. Ruslan Khaikhoroev, le meurtrier, accompagné d'un représentant de l'OSCE, a par la suite reconnu le meurtre, déclarant à la mère de Rodionov : « Votre fils avait le choix de rester en vie. Il aurait pu se convertir à l'islam, mais il n'a pas accepté de retirer la croix. Il a également essayé de s'échapper une fois ». Andreï Trusov est décapité ; Igor Yakovlev et Alexandre Zheleznov sont abattus.
La croix de Rodionov a été remise à l'église Saint-Nicolas de Pyzhy. Son corps a été enterré à Moscou, à l'église de l'Ascension, près du village de Satino-Russkoye.

## Vénération
Evgueni Rodionov a reçu à titre posthume l'Ordre russe du courage. Un mouvement se développe au sein de l’Église orthodoxe russe pour le canoniser comme saint chrétien et martyr de la foi. Certains soldats russes, se sentant abandonnés par leur gouvernement, se sont mis à genoux pour prier devant son image. Une de ces prières se lit comme suit :
Ton martyr, Evgueni, ô Seigneur, dans ses souffrances a reçu de toi, notre Dieu, une couronne incorruptible, car par ta force il a vaincu ses bourreaux et l'insolence impuissante des démons. Par ses prières, sauvez nos âmes.
Depuis 2003, les icônes religieuses représentant Rodionov sont devenues populaires. Sa mère en possède une elle-même ; elle a laissé entendre que l'icône de son fils dégageait parfois un parfum qu'elle croyait sacré, au point d'en dégouliner.
En raison de la dévotion populaire accordée au nouveau martyr Rodionov, les fidèles pieux ont demandé une canonisation officielle auprès du Patriarcat de Moscou. Dans un premier temps, il a refusé, ce qui a divisé l'Église orthodoxe de Russie. Maksim Maksimov, secrétaire de la Commission de canonisation, a expliqué la position du Synode dans Tserkovny Vestnik (Bulletin de l'Eglise), la publication officielle de l’Église orthodoxe russe. Ses arguments peuvent être résumés en trois points :
1. La seule preuve que le soldat a été exécuté pour sa foi est le témoignage de sa mère, qui, dans son amour, a fait de son fils un dieu  ;
2. L'Église orthodoxe russe n'a jamais canonisé une personne tuée à la guerre ;
3. La période des nouveaux martyrs s’est achevée avec l’effondrement du régime bolchévique.

Il a toutefois souligné que le défunt pouvait être honoré sans être canonisé. Le patriarche Alexis II de Moscou a personnellement béni le récit populaire de la vie de Rodionov, mais s'est inquiété que son culte ne dégénère en rage anti-musulmane.
Les opposants à la décision, dont Alexander Shargunov, un prêtre bien connu, ont fait valoir qu'un élan d'amour de la part du peuple suffit à la vérité, et que la tombe de Rodionov fait des miracles, guérissant les malades et réconciliant les ennemis. Ils ont également souligné que le soldat n'est pas mort à la guerre, mais en captivité, et que dire que le temps des martyrs est révolu est presque une hérésie.